# Золота Долина (аеродром)
Золота Долина (стара назва — Унаші) — військовий аеродром в Приморському краї в 14,5 км на північ від Находки.

## Історія
Польовий аеродром збудований перед Другою світовою війною. 1938 року на аеродромі базується 39-й ВАП ТОФ, щойно сформований зі складу 108-ї винищувальної авіаційної ескадрильї (наказ командувача ТОФ № 0047 від 20.06.1938 року). Полк увійшов до складу 7-ї винищувальної авіабригади ВПС ТОФ.
19 січня 1946 на аеродромі Унаші сформовано 64-й дальньо-бомбардувальний полк з 35-ї ОДБАЕ Тихоокеанського флоту та ескадрильї Пе-2, переданої зі складу Чорноморського флоту.
18 червня 1951 року з Кореї виводиться 781-й ВАП та розміщується на аеродромі Унаші. 18 червня 1951 управління 165-й ВАД передислоковано з аеродрому Західні Кневичі на аеродром Унаші. 1958 року управління 165-й ВАД ППО та 781-й ВАП ППО на аеродромі Унаші розформовані.
47-й ВАП ППО був лідерним полком з експлуатації літаків типу Су-15 та АСУ «Вектор-2М», проводилися дослідження можливостей перехоплення цілей типу В-52 та SR-71.
1 травня 1998 року 47-й ВАП 11-ї окремої армії ППО на аеродромі Унаші було розформовано.